# Transporte de Ekman
El transporte de Ekman, originalmente descrito por Vagn Walfrid Ekman para la capa superficial del océano, es el movimiento de las masas de agua oceánicas (y los materiales en suspensión en ellas) con un cierto ángulo con respecto a la dirección del viento en la capa superficial. Se obtiene integrando verticalmente la espiral de Ekman, proceso en que cada capa de agua del océano arrastra consigo por viscosidad la capa inmediatamente adyacente. En la capa superficial se inicia con la acción del viento sobre el agua cercana a la superficie del océano, causando el movimiento de esta. Debido a esto cada capa de agua es afectada por el movimiento de la capa superior, o inferior en el caso de la fricción de la capa límite inferior. 
Por causa del efecto Coriolis, el movimiento de la superficie del océano se desvía hacia la derecha en el hemisferio norte y a la izquierda en el hemisferio sur respecto a la dirección del viento en la superficie. Cada capa de agua que va siendo arrastrada por la capa superior experimenta el mismo efecto de desvío con respecto a la capa superior, aunque cada vez de menor magnitud; los vectores de movimiento forman la espiral de Ekman. El movimiento promedio de las agua oceánicas en todas las profundidades (debido al transporte de Ekman) es aproximadamente de 90° hacia la derecha en el hemisferio norte y 90° a la izquierda en el hemisferio sur respecto a la dirección del viento en la superficie. Si tal corriente transporta agua desde la costa (por ejemplo, cuando una corriente procedente del sur progresa a lo largo de la costa occidental de un continente austral, con el consiguiente transporte neto de Ekman hacia la izquierda, es decir, mar adentro hacia el Oeste) crea surgencias desde la profundidad con aguas ricas en nutrientes. Las costas donde ocurre este fenómeno son regiones ricas para la pesca. 
El transporte de Ekman en la capa de fondo es causado por el efecto de la fricción de fondo sobre las capas adyacentes. La fricción de fondo actúa de la misma manera que la fricción causada por el viento en superficie. La profundidad afectada por el transporte de Ekman está directamente relacionada con la viscosidad y la magnitud del efecto de Coriolis en ese punto.